# Robin de Kruijf
Robin de Kruijf (* 5. Mai 1991 in Nieuwegein) ist eine niederländische Volleyball-Nationalspielerin.

## Karriere
De Kruijf spielte von 2006 bis 2008 jeweils eine Saison bei den niederländischen Vereinen Taurus Volleybal und Heutlink Pollux. Anschließend wechselte sie zu Martinus Amstelveen. Mit ihrer neuen Mannschaft gewann die Mittelblockerin 2009 das Double aus Meisterschaft und Pokal. Außerdem erreichte sie mit der niederländischen Nationalmannschaft das Endspiel der Europameisterschaft in Polen. 2010 trat Amstelveen nach einer Fusion mit neuem Namen an und verteidigte das nationale Double. Ein Jahr später wurde de Kruijf vom deutschen Bundesligisten Dresdner SC verpflichtet. Nach zwei Spielzeiten, in denen sie mit den Dresdnerinnen jeweils deutscher Vizemeister wurde, wechselte sie zu Rebecchi Piacenza nach Italien.